# Giovanni Battista Viotti
Giovanni Battista Viotti (født 23. maj 1753, død 3. marts 1824) var en italiensk violinvirtuos og komponist.
Viotti, der var søn af en fattig guldsmed, fik ved fyrstelig hjælp Pugnani til lærer og blev violinist i det kongelige kapel i Turin. Med sin lærer foretog Viotti koncertrejser i Tyskland og Rusland, senere til London og Paris; den modtagelse, der blev ham til del, var næsten eksempelløs, og navnlig var han højt skattet i Paris, hvor han siden ofte spillede i Concerts spirituels. Viotti slog sig da ned i denne by og blev akkompagnatør hos Marie Antoinette, men ophørte snart at optræde offentlig som violinspiller, dels krænket ved et lunefuldt publikums frafald, dels optagen af komposition og af operaforetagender: oprettelse af en italiensk opera i Tuilerierne, senere i Théâtre Feydeau. Foretagender, der i de usikre revolutionstider mislykkedes og berøvede Viotti største delen af hans fortjente formue.
I de følgende år førte Viotti et uroligt liv, boede dels i London, dels i Hamburg (mest beskæftiget med komposition), dels atter i London, hvor han forsøgte sig som vinhandler. I 1802 dukkede han, der så småt var gået i glemme, atter op i Paris, hvor han forbavsede tidligere beundrere og vandt nye ved sit stadig videre udviklede skønne spil. Til Paris vendte Viotti på ny tilbage (1814 og 1819) og overtog blandt andet, heller ikke denne gang fulgt af held, direktionen af den "Store Opera". Han døde under et ophold i London.
Viotti er kaldt "det moderne violinspils fader"; han besad de ældre italieneres toneskønhed, fylde, sangbarhed og sikkerhed i figuration og passager og føjede dertil en mere moderne ildfuldhed, glans og bravur. Som komponist skrev han uden streng teoretisk uddannelse sine klare, klassisk formede og teknisk glimrende koncerter (særlig berømt er a-mol-koncerten), der vidner om, hvad der nævnes som Viottis særlige styrke som violinist: den sangbare, lidt elegiske kantilene. 
Andre værker er strygekvartetter og -trioer, violinsonater og -duetter og divertissements for violin og klaver. Bekendte elever af Viotti er Pierre Rode og Pierre Baillot. Biografier forfattedes af Fayolle, Baillot, Miel og Pougin.